# Hetschbach (Höchst im Odenwald)
Hetschbach ist ein Ortsteil der Gemeinde Höchst im Odenwald im südhessischen Odenwaldkreis.

## Geographie

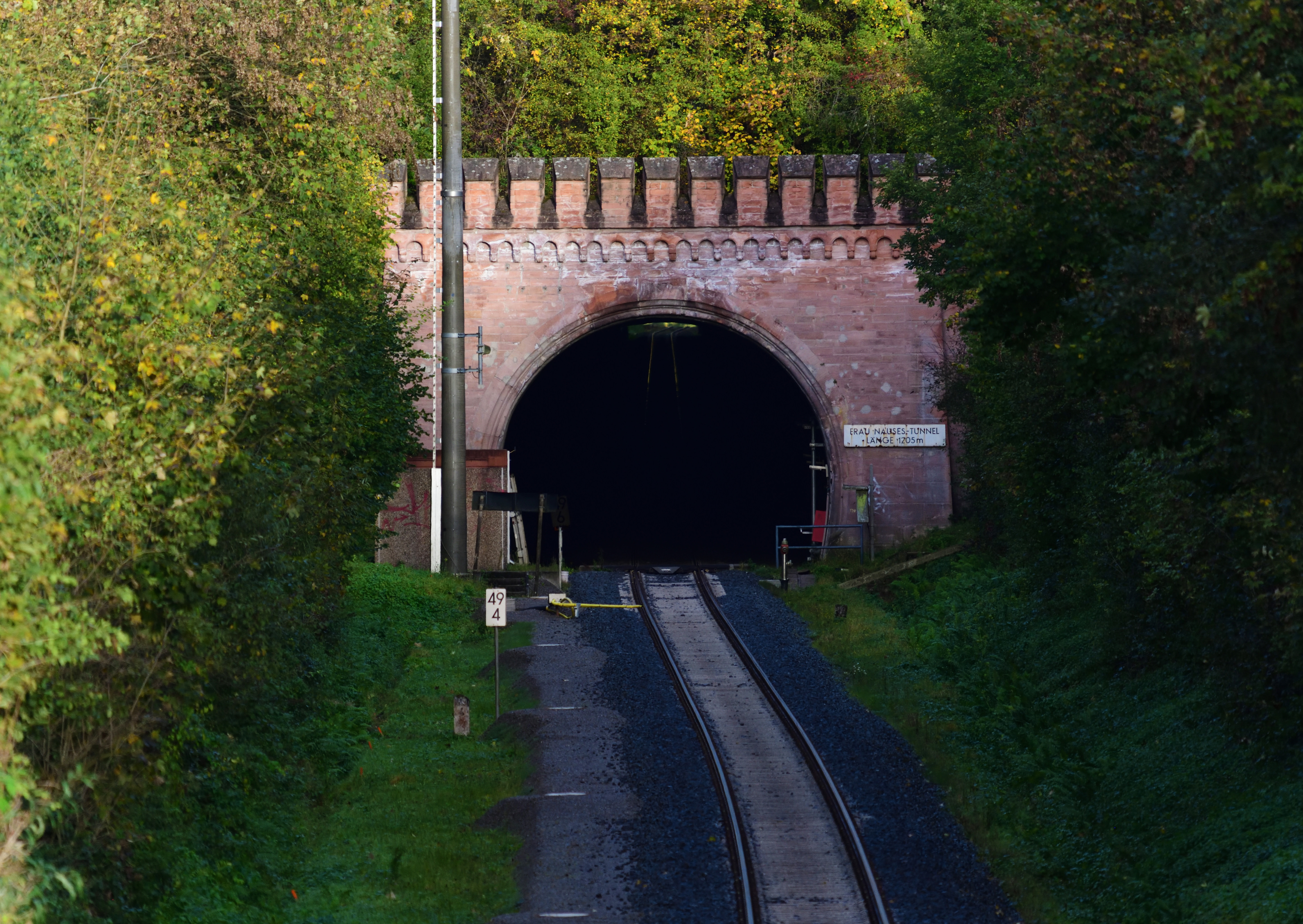
Höchst - Hetschbach / Südportal des Frau-Nauses-Tunnels

Hetschbach grenzt als nördlichster Ortsteil der Gemeinde Höchst im Nordwesten an den Kernort an. Die Bebauungen der beiden Orte gehen ineinander über. Hetschbach liegt an dem gleichnamigen Bach in einem nur zwei Kilometer langen Tal, das hufeisenförmig auf drei Seiten von einem Kranz bewaldeter Odenwald-Berge umschlossen wird, über deren Höhen die Gemarkungsgrenze verläuft, und das sich nach Südosten zum Mümlingtal öffnet. Hetschbach liegt im Norden des Buntsandstein-Odenwalds. Der Höhenzug um Hetschbach ist für den Verkehr insofern von Bedeutung, als dieser an dem Rondell genannten Bergsattel einen günstigen Übergang von Mümlingtal nach Frau-Nauses und zum Rhein-Main-Gebiet bietet.
Am Westrand des Ortes führt die Bundesstraße 45 vorbei. Der Haltepunkt Höchst-Hetschbach liegt an der Odenwaldbahn, wenige hundert Meter südöstlich des Portals zum Frau-Nauses-Tunnel.

## Geschichte

### Ortsgeschichte
Die älteste erhaltene Erwähnung des Dorfes stammt von 1398. Der damalige Ortsname lautete Hexsbach. Er bildete ein Patrimonialgericht unter den Freiherren von Wambold. Diese traten ihre entsprechenden Rechte 1823 an das Großherzogtum Hessen ab. Dieses gliederte den Ort in den Landratsbezirk Breuberg und den Bezirk des Landgerichts Höchst ein.
Der Ort hatte im Jahre 1939 insgesamt 324 Einwohner und gehörte zum damaligen Landkreis Erbach.
Zum 1. Februar 1971 wurde die bis dahin selbständige Gemeinde Hetschbach im Zuge der Gebietsreform in Hessen auf freiwilliger Basis in die Gemeinde Höchst im Odenwald eingemeindet.
Für Hetschbach sowie für die übrigen im Zuge der Gebietsreform eingegliederten Gemeinden von Höchst i. Odw. wurden Ortsbezirke gebildet.

### Verwaltungsgeschichte im Überblick
Die folgende Liste zeigt die Staaten und Verwaltungseinheiten, denen Hetschbach angehört(e):
- vor 1737: Heiliges Römisches Reich, Pfalzgrafschaft bei Rhein, Oberamt Otzberg (Zentgericht als Mannlehen an Freiherr Wambolt von Umstadt)
- ab 1737: Heiliges Römisches Reich, Pfalzgrafschaft bei Rhein, Oberamt Otzberg
- ab 1777: Heiliges Römisches Reich, Kurfürstentum Pfalzbayern (durch Erbfall), Pfalzgrafschaft bei Rhein, Oberamt Otzberg
- ab 1803: Heiliges Römisches Reich, Landgrafschaft Hessen-Darmstadt,[Anm. 2] Oberamt Otzberg
- ab 1805: Heiliges Römisches Reich, Herren von Löwenstein-Wertheim (durch Tausch), (Niedere Gerichtsbarkeit weiter bei Wambolt von Umstadt)
- ab 1806: Großherzogtum Hessen,[Anm. 3] Fürstentum Starkenburg, Fürstentum Starkenburg, Amt Hetschbach (Wambolt von Umstadt)
- ab 1815: Großherzogtum Hessen, Provinz Starkenburg, Amt Hetschbach (Wambolt von Umstadt)
- ab 1823: Großherzogtum Hessen, Provinz Starkenburg, Landratsbezirk Breuberg[Anm. 4]
- ab 1848: Großherzogtum Hessen, Regierungsbezirk Erbach
- ab 1852: Großherzogtum Hessen, Provinz Starkenburg, Kreis Neustadt
- ab 1871: Deutsches Reich, Großherzogtum Hessen, Provinz Starkenburg, Kreis Neustadt
- ab 1874: Großherzogtum Hessen, Provinz Starkenburg, Kreis Erbach
- ab 1918: Deutsches Reich (Weimarer Republik), Volksstaat Hessen, Provinz Starkenburg, Kreis Erbach
- ab 1938: Deutsches Reich, Volksstaat Hessen, Landkreis Erbach[10][Anm. 5]
- ab 1945: Amerikanische Besatzungszone,[Anm. 6] Groß-Hessen, Regierungsbezirk Darmstadt, Landkreis Erbach
- ab 1946: Amerikanische Besatzungszone, Hessen, Regierungsbezirk Darmstadt, Landkreis Erbach
- ab 1949: Bundesrepublik Deutschland, Hessen, Regierungsbezirk Darmstadt, Landkreis Erbach
- ab 1971: Bundesrepublik Deutschland, Hessen, Regierungsbezirk Darmstadt, Landkreis Erbach, Gemeinde Höchst im Odenwald[Anm. 7]
- ab 1972: Bundesrepublik Deutschland, Hessen, Regierungsbezirk Darmstadt, Odenwaldkreis, Gemeinde Höchst im Odenwald

### Einwohnerentwicklung
- 1961: 282 evangelische (= 60,13 %), 183 katholische (= 39,02 %) Einwohner[7]

| Hetschbach: Einwohnerzahlen von 1834 bis 2015 | Hetschbach: Einwohnerzahlen von 1834 bis 2015 | Hetschbach: Einwohnerzahlen von 1834 bis 2015 | Hetschbach: Einwohnerzahlen von 1834 bis 2015 | Hetschbach: Einwohnerzahlen von 1834 bis 2015 |
| --- | --------------------------------------------- | --------------------------------------------- | --------------------------------------------- | --------------------------------------------- |
| Jahr |                                               |                                               |                                               | Einwohner                                     |
| 1834 | 1834                                          |                                               | 264                                           | 264                                           |
| 1840 | 1840                                          |                                               | 258                                           | 258                                           |
| 1846 | 1846                                          |                                               | 280                                           | 280                                           |
| 1852 | 1852                                          |                                               | 263                                           | 263                                           |
| 1858 | 1858                                          |                                               | 276                                           | 276                                           |
| 1864 | 1864                                          |                                               | 300                                           | 300                                           |
| 1871 | 1871                                          |                                               | 408                                           | 408                                           |
| 1875 | 1875                                          |                                               | 352                                           | 352                                           |
| 1885 | 1885                                          |                                               | 355                                           | 355                                           |
| 1895 | 1895                                          |                                               | 296                                           | 296                                           |
| 1905 | 1905                                          |                                               | 313                                           | 313                                           |
| 1910 | 1910                                          |                                               | 338                                           | 338                                           |
| 1925 | 1925                                          |                                               | 318                                           | 318                                           |
| 1939 | 1939                                          |                                               | 324                                           | 324                                           |
| 1946 | 1946                                          |                                               | 443                                           | 443                                           |
| 1950 | 1950                                          |                                               | 434                                           | 434                                           |
| 1956 | 1956                                          |                                               | 427                                           | 427                                           |
| 1961 | 1961                                          |                                               | 469                                           | 469                                           |
| 1967 | 1967                                          |                                               | 567                                           | 567                                           |
| 1970 | 1970                                          |                                               | 579                                           | 579                                           |
| 1980 | 1980                                          |                                               | ?                                             | ?                                             |
| 1990 | 1990                                          |                                               | ?                                             | ?                                             |
| 2000 | 2000                                          |                                               | ?                                             | ?                                             |
| 2005 | 2005                                          |                                               | 864                                           | 864                                           |
| 2010 | 2010                                          |                                               | 817                                           | 817                                           |
| 2011 | 2011                                          |                                               | 789                                           | 789                                           |
| 2015 | 2015                                          |                                               | 758                                           | 758                                           |
| Datenquelle: Historisches Gemeindeverzeichnis für Hessen: Die Bevölkerung der Gemeinden 1834 bis 1967. Wiesbaden: Hessisches Statistisches Landesamt, 1968. Weitere Quellen: LAGIS; Gemeinde Höchst im Owd.: 2005-2015; Zensus 2011 |                                               |                                               |                                               |                                               |

## Politik
Für Hetschbach besteht ein Ortsbezirk (Gebiete der ehemaligen Gemeinde Hetschbach) mit Ortsbeirat und Ortsvorsteher nach der Hessischen Gemeindeordnung. Der Ortsbeirat besteht aus drei Mitgliedern. Bei den Kommunalwahlen in Hessen 2021 betrug die Wahlbeteiligung zum Ortsbeirat 60,22 %. Dabei wurden gewählt: je ein Mitglied der CDU, des Bündnis 90/Die Grünen und der Liste „Kommunalpolitischer Arbeitskreis Höchst i. Odw.“ (KAH). Der Ortsbeirat wählte Joachim Jirowetz zum Ortsvorsteher.